# Monster-in-Law
Monster-in-Law (bra: A Sogra ou Até que a Sogra nos Separe; prt: Uma Sogra de Fugir) é um filme de comédia romântica teuto-estadunidense de 2005 dirigido por Robert Luketic e estrelada por Jennifer Lopez, Jane Fonda, Michael Vartan e Wanda Sykes. Ele marca um retorno ao cinema para Fonda, sendo seu primeiro filme em 15 anos após Stanley & Iris. O roteiro é escrito por Anya Kochoff. A trilha sonora original foi composta por David Newman. O filme foi recebido negativamente pelos críticos, mas foi um sucesso de bilheteria.

## Enredo
Charlotte "Charlie" Cantilini (Jennifer Lopez) é uma trabalhadora temporária (passeadora de cães, recepcionista, etc.) de Venice Beach, Califórnia, que conhece o cirurgião Kevin Fields (Michael Vartan). No começo, ela acha que ele é gay, com base em uma mentira da ex-namorada de Kevin, Fiona (Monet Mazur). Mas, em seguida, Kevin a chama para um encontro e Charlie acredita que finalmente encontrou o homem certo.
As coisas começam a dar errado quando Kevin introduz Charlie à sua mãe, Viola Fields (Jane Fonda). Viola é uma ex-apresentadora, que foi recentemente substituída por alguém mais jovem, e está no meio de um colapso. Detestando Charlie desde o início, Viola se torna ainda mais perturbada quando Kevin propõe casamento à namorada. Temendo perder o filho da mesma forma que perdeu sua carreira, ela se prepara para destruir o relacionamento de Kevin e Charlie. Com a ajuda de sua assistente e amiga de confiança, Ruby (Wanda Sykes), ela faz de tudo para afugentar Charlie, incluindo colocar amêndoas em sua comida, o que desencadeia uma reação alérgica grave.
Charlie finalmente percebe o plano de Viola e luta pelo seu noivado. No dia do casamento, Viola aparece com um vestido branco em vez do vestido feito especialmente para ela por Charlie. Então, de repente, a própria terrível sogra de Viola, Gertrude Fields (Elaine Stritch), aparece e elas têm uma discussão. O ressentimento de Viola de Gertrude tem uma forte semelhança com os sentimentos de Viola em relação a Charlie. Gertrude ainda acredita que seu filho, o pai de Kevin, tinha morrido anos atrás de "decepção profunda", responsabilizando a nora. Viola imediatamente responde dizendo que a sogra é a principal responsável pela morte de seu filho, pois Gertrude "o sufocou até a morte", pensando que ninguém nunca era boa o suficiente para ele. Charlie decide recuar após concluir que a cena se repetirá com ela e Viola em 30 anos.
Charlie sai para contar a Kevin que o casamento está cancelado. Viola se sente ofendida pela nora tê-la comparado a Gertrude, mas Ruby aponta que Viola é muito pior, pois Gertrude jamais tentou envenená-la ou desrespeitar a cerimônia do casamento de seu filho usando a mesma cor que a noiva. Diante da afirmação de Viola de que tudo o que quer é que Kevin seja feliz, Ruby lhe questiona sobre por que ela pensa que ele não o é. Viola tem uma epifania e se reconcilia com Charlie, que impõe limites sobre a interferência da sogra na vida do casal e exige que ela esteja presente nos momentos importantes da família.

## Elenco
- Jennifer Lopez como Charlotte "Charlie" Cantilini
- Jane Fonda como Viola Fields
- Michael Vartan como Kevin Fields
- Wanda Sykes como Ruby
- Adam Scott como Remy
- Monet Mazur como Fiona
- Annie Parisse como Morgan
- Will Arnett como Kit
- Elaine Stritch como Gertrude Fields
- Stephen Dunham como Dr. Paul Chamberlain
- Lorenzo Caccialanza como Sr. Ramondi

## Dublagem brasileira
- Rosa:Maria Baroli[5]
- Charlotte "Charlie" Cantilini:Marcia Regina[5]
- Kevin Fields:Sergio Moreno[5]
- Ruby:Rosana Beltrame[5]
- Fiona:Lúcia Helena[5]
- Remy:Hermes Baroli[5]

## Recepção
O filme foi criticado pelos críticos. Rotten Tomatoes lhe dá uma pontuação de 16% com base em 163 opiniões. Metacritic deu ao filme uma classificação de 31%, com base em comentários de 38 críticos.
O filme de 43 milhões se tornou um sucesso de bilheteria estreando no número #1 nas bilheterias, ganhando 83 milhões de dólares (155,4 milhões de dólares em todo o mundo), enquanto no Brasil teve 94.858 ingressos no primeiro dia e um total de 984.642 ingressos, durante a sua execução teatral no Verão de 2005. Jennifer Lopez ganhou uma indicação ao prêmio Framboesa de Ouro de Pior Atriz por sua atuação no filme, mas perdeu para Jenny McCarthy por Dirty Love.

## Série
Em 13 de outubro de 2014, foi relatado que a Fox Broadcasting Company está desenvolvendo um programa de TV baseado no filme com Amy B. Harris como criadora.